# Holmelgonia limpida
Holmelgonia limpida är en spindelart som först beskrevs av Miller 1970.  Holmelgonia limpida ingår i släktet Holmelgonia och familjen täckvävarspindlar.
Artens utbredningsområde är Angola. Inga underarter finns listade i Catalogue of Life.